# MOODS FOR TOKYO SKA 〜WE DON'T KNOW WHAT SKA IS!〜
『MOODS FOR TOKYO SKA 〜WE DON'T KNOW WHAT SKA IS!〜』（ムーズ・フォー・トーキョー・スカ ～ウィ・ドント・ノウ・ワット・スカ・イズ!～）は東京スカパラダイスオーケストラ初のベスト・アルバム。1997年11月21日にEpic/Sony Recordsからリリースされた。

## 解説
楽曲ごとにメンバーによるライナーノーツが収載されている。

## 収録曲
編曲：東京スカパラダイスオーケストラ
1. ペドラーズ (LIVE)
  - ロシア民謡
  - 未発表ライブ音源（1989年）
2. ストレンジバード
  - 作曲：林昌幸
3. MONSTER ROCK
  - 作曲：冷牟田竜之
  - 1stシングル
4. ウーハンの女
  - 作曲：朝倉弘一
5. SHOT IN THE DARK (LIVE)
  - 作曲：Henry Mancini
6. ホール イン ワン
  - 作曲：GAMOU・青木達之
  - 3rdシングル
7. 四次元山脈
  - 作曲：GAMOU
8. ワールド フェイマス
  - 作曲：朝倉弘一
9. Burning Scale (1993 MIX)
  - 作曲：東京スカパラダイスオーケストラ
10. The Look Of Love
  - 作曲・作詞：Hal David-Burt Bacharach
11. Catch The Rainbow (Original Mix)
  - 作曲　東京スカパラダイスオーケストラ
  - シングル「ブルーマーメイド」C/W曲。
12. Skadon
  - 作曲：東京スカパラダイスオーケストラ
13. YOU DON'T KNOW (WHAT SKA IS) (Live)
  - 作曲：川上つよし
14. HURRY UP !!
  - 作曲：沖祐一
  - 14thシングル
15. Mr.Mystery Shuffle
  - 作詞：クリーンヘッド・ギムラ　作曲　林昌幸
  - 未発表曲
16. 信濃町シャッフル
  - 作曲：沖祐一
  - 未発表曲